# Cantonul Saint-Estève
Cantonul Saint-Estève este un canton din arondismentul Perpignan, departamentul Pyrénées-Orientales, regiunea Languedoc-Roussillon, Franța.

## Comune
- Baho
- Baixas
- Calce
- Saint-Estève (reședință)
- Villeneuve-la-Rivière